# 京都府の資格者配置路線
京都府の資格者配置路線（きょうとふのしかくしゃはいちろせん）とは、交通誘導警備業務に関し、道路又は交通の状況により、京都府公安委員会が道路における危険を防止するため必要と認める路線である。当該路線で交通誘導警備業務を実施するにあたっては、交通誘導警備業務を実施する場所ごとに、交通誘導警備業務1級検定又は2級検定の合格証明書の交付を受けた警備員を1名以上配置しなければならない。

## 告示・施行
- 2007年1月12日：告示
- 2007年7月12日：施行

## 路線一覧
|    | 路線名    | 区間         |
| -- | --------- | ------------ |
| 1  | 国道1号   | 京都府の全域 |
| 2  | 国道9号   | 京都府の全域 |
| 3  | 国道24号  | 京都府の全域 |
| 4  | 国道27号  | 京都府の全域 |
| 5  | 国道162号 | 京都府の全域 |
| 6  | 国道163号 | 京都府の全域 |
| 7  | 国道171号 | 京都府の全域 |
| 8  | 国道175号 | 京都府の全域 |
| 9  | 国道176号 | 京都府の全域 |
| 10 | 国道178号 | 京都府の全域 |